# DNasaX
DNasaX es un gen que tiene similitudes de secuencia con el gen DNasa I a nivel de ADN y proteína. Por ello, también se denomina DNasa I-like-1 (DNasa I-L1). Debido a su localización en el cromosoma X y a su actividad enzimática desoxirribonucleasa, se le dio el nombre DNasaX.
El gen DNasaX fue descubierto a principios de los años 90 por Johannes F. Coy como miembro del proyecto de investigación Molecular Genome Analysis en el DKFZ (Centro Alemán de Investigación del Cáncer) de Heidelberg y publicado por primera vez en 1996.
Al igual que la enzima DNasa I formada por el gen DNasa I, la enzima DNasaX formada por el gen DNasaX corta en trozos las cadenas de moléculas de ácido desoxirribonucleico (ADN) de doble cadena. El corte del ADN en trozos de 300 pares de bases representa el paso final en la ejecución de la muerte celular programada (apoptosis). Las células ya no pueden llevar a cabo la división celular y, por tanto, ya no pueden convertirse en células tumorales. La DNasa I y la DNasaX llevan a cabo la muerte celular programada (apoptosis) y protegen así al organismo del desarrollo de células tumorales. Por el contrario, la ausencia de actividad de la enzima DNasa conduce a una mayor formación de células tumorales, ya que se impide la ejecución de la apoptosis.

## Significado
Una característica común fundamental de todos los tumores es la alteración de la apoptosis. De este modo, las células degeneradas eluden la autodestrucción, siguen creciendo y conllevan el riesgo de una mayor degeneración mediante nuevas mutaciones y el aumento de su agresividad y malignidad.
DNasaX tiene una característica especial que lo hace adecuado como marcador para la detección del cáncer. La concentración de la enzima DNasaX aumenta en las células tumorales, a diferencia de otras DNasas, cuya concentración disminuye durante el desarrollo del tumor.
Básicamente, la DNasaX se produce más en las células tumorales para inducir la muerte celular programada deseada. Sin embargo, mediante la síntesis de inhibidores especiales, la célula tumoral puede suprimir la actividad enzimática de la DNasaX e impedir así el paso final de la apoptosis: el corte del ADN.
La acumulación de DNasaX pudo comprobarse en todos los tipos de tumores premalignos y malignos examinados hasta la fecha. La acumulación en las células se produce cuando la DNasaX no puede cumplir su cometido. Entonces la célula sigue produciendo la proteína DNasaX porque quiere desencadenar la apoptosis. Esta situación conduce a concentraciones cada vez mayores de DNasaX en la célula. Si se detecta una sobreproducción de DNasaX, esto puede tomarse como indicador de una apoptosis alterada y como indicio del desarrollo de tumores en el organismo.
El epítopo Apo10 desempeña un papel especial en este sentido. Esta sección característica de la secuencia proteica de la enzima DNasaX puede identificarse diagnósticamente con ayuda del anticuerpo monoclonal Apo10 (DJ28D4) del mismo nombre.
La acumulación resultante de DNasaX (Apo10) en el núcleo celular también facilita la detección, ya que la cantidad de Apo10 en el núcleo celular aumenta bruscamente.

## Aplicación clínica
DNasaX (Apo10) ya se utiliza en el diagnóstico del cáncer. Las enzimas DNasaX (Apo10) y TKTL1 se detectan en PanTum Detect, un análisis de sangre que se utiliza en combinación con técnicas de imagen como la IRM y la PET-TC para la detección precoz del cáncer. Su detección en células inmunitarias mediante la tecnología EDIM proporciona pistas sobre una posible enfermedad tumoral. En caso de resultado anormal, se recomienda la aclaración mediante procedimientos imagenológicos.